# Campeonato Europeu de Atletismo em Pista Coberta de 2019 - 60 m com barreiras masculino
A prova dos 60 metros com barreiras masculino do Campeonato Europeu de Atletismo em Pista Coberta de 2019 foi disputada entre os dias  2 e 3 de março de 2019 na Emirates Arena, em Glasgow, no Reino Unido. 

## Recordes
Antes desta competição, os recordes mundiais e do campeonato nesta prova eram os seguintes:
|                       | Nome          | Nacionalidade | Tempo | Local        | Data                |
| --------------------- | ------------- | ------------- | ----- | ------------ | ------------------- |
| Recorde mundial       | Colin Jackson | Reino Unido   | 7s 30 | Sindelfingen | 6 de março de 1994  |
| Recorde do campeonato | Colin Jackson | Reino Unido   | 7s 39 | Paris        | 12 de março de 1994 |
| Recorde europeu       | Colin Jackson | Reino Unido   | 7s 30 | Sindelfingen | 6 de março de 1994  |

## Medalhistas
| Ouro                  | Prata                         | Bronze            |
| Milan Trajkovic (CYP) | Pascal Martinot-Lagarde (FRA) | Aurel Manga (FRA) |

## Cronograma
Todos os horários são locais (UTC +0).
| Data       | Hora  | Evento    |
| ---------- | ----- | --------- |
| 2 de março | 12:02 | Bateria   |
| 3 de março | 11:05 | Semifinal |
| 3 de março | 18:10 | Final     |

## Resultados

### Bateria
Qualificação: 3 atletas de cada bateria (Q) mais os 6 melhores qualificados (q). 

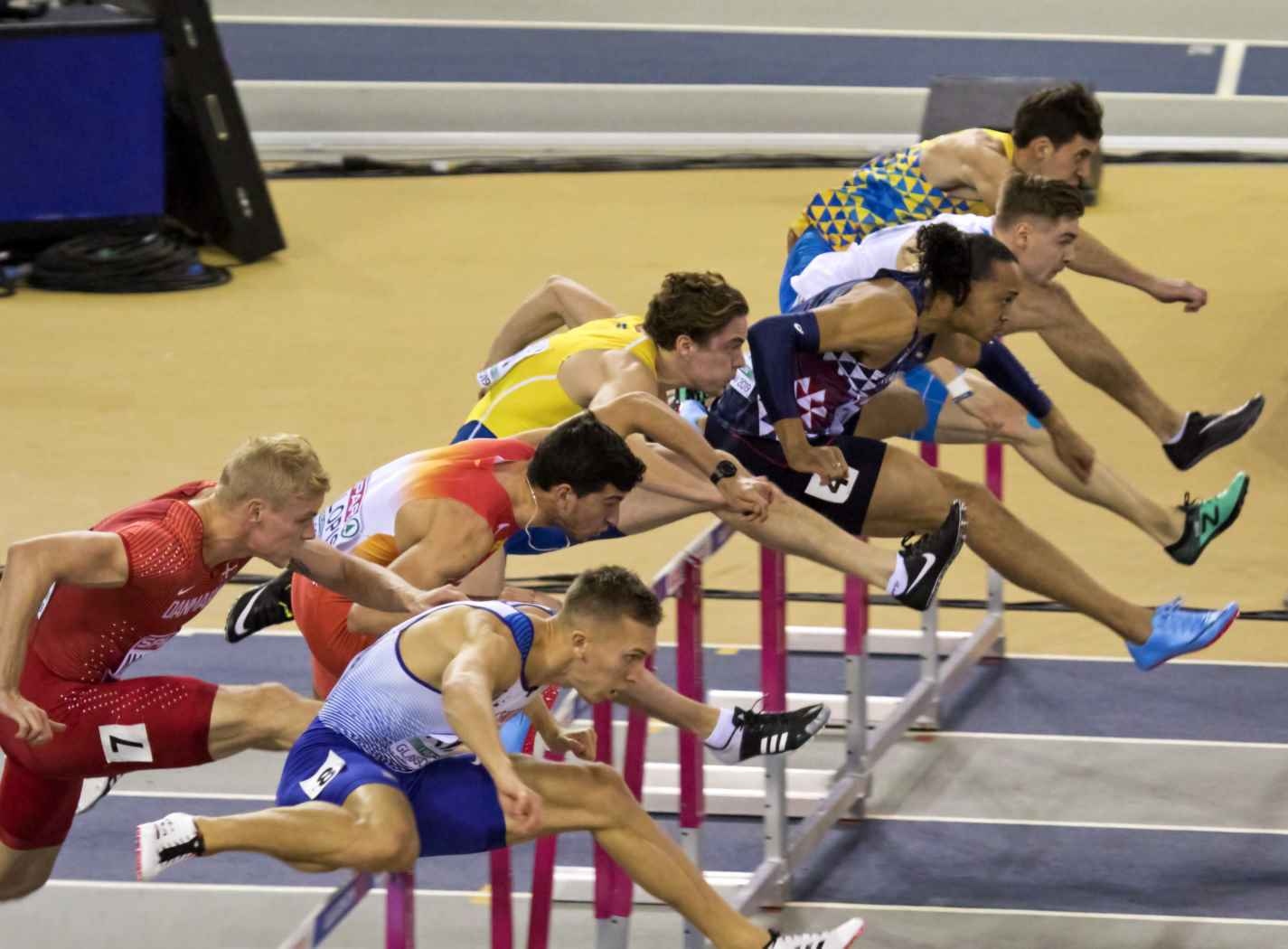
Bateria 4

| Posição | Bateria | Atleta                  | Nacionalidade | Tempo | Notas                |
| ------- | ------- | ----------------------- | ------------- | ----- | -------------------- |
| 1       | 1       | Orlando Ortega          | Espanha       | 7.61  | Q                    |
| 2       | 1       | Andy Pozzi              | Grã-Bretanha  | 7.62  | Q,                   |
| 3       | 4       | Pascal Martinot-Lagarde | França        | 7.64  | Q                    |
| 4       | 2       | Aurel Manga             | França        | 7.64  | Q                    |
| 5       | 3       | Milan Trajkovic         | Chipre        | 7.65  | Q                    |
| 6       | 4       | Elmo Lakka              | Finlândia     | 7.65  | Q,                   |
| 7       | 4       | David King              | Grã-Bretanha  | 7.66  | Q                    |
| 8       | 2       | Konstadinos Douvalidis  | Grécia        | 7.69  | Q,                   |
| 8       | 3       | Wilhem Belocian         | França        | 7.69  | Q                    |
| 10      | 2       | Valdó Szűcs             | Hungria       | 7.69  | Q, =                 |
| 11      | 1       | Lorenzo Perini          | Itália        | 7.74  | Q                    |
| 12      | 3       | Vitali Parakhonka       | Bielorrússia  | 7.79  | Q                    |
| 13      | 3       | Damian Czykier          | Polónia       | 7.82  | q                    |
| 14      | 4       | Anton Levin             | Suécia        | 7.84  | q                    |
| 15      | 4       | Enrique Llopis          | Espanha       | 7.85  | q                    |
| 16      | 4       | Andreas Martinsen       | Dinamarca     | 7.87  | q                    |
| 17      | 2       | Fredrick Ekholm         | Suécia        | 7.89  |                      |
| 18      | 3       | Tobias Furer            | Suíça         | 7.90  |                      |
| 19      | 4       | Artem Shamatryn         | Ucrânia       | 7.90  |                      |
| 20      | 3       | Max Hrelja              | Suécia        | 7.92  |                      |
| 21      | 1       | Dominik Bochenek        | Polónia       | 7.92  |                      |
| 22      | 1       | Brahian Peña            | Suíça         | 7.93  |                      |
| 23      | 3       | Bohdan Chornomaz        | Ucrânia       | 7.94  |                      |
| 24      | 2       | Filip Jakob Demšar      | Eslovênia     | 7.96  |                      |
| 25      | 2       | Oleksiy Kasyanov        | Ucrânia       | 7.98  | Recorde da temporada |
| 26      | 2       | Luca Trgovčević         | Sérvia        | 8.00  |                      |
| 27      | 3       | Mikdat Sevler           | Turquia       | 8.01  |                      |
| 28      | 1       | Rasul Dabó              | Portugal      | 8.03  |                      |
| 29      | 1       | Kristaps Sietiņš        | Letônia       | 8.05  |                      |
| 30      | 2       | Yidiel Contreras        | Espanha       | DQ    | R162.8               |

### Semifinal
Qualificação: 3 atletas de cada bateria (Q) mais os 2 melhores qualificados (q). 

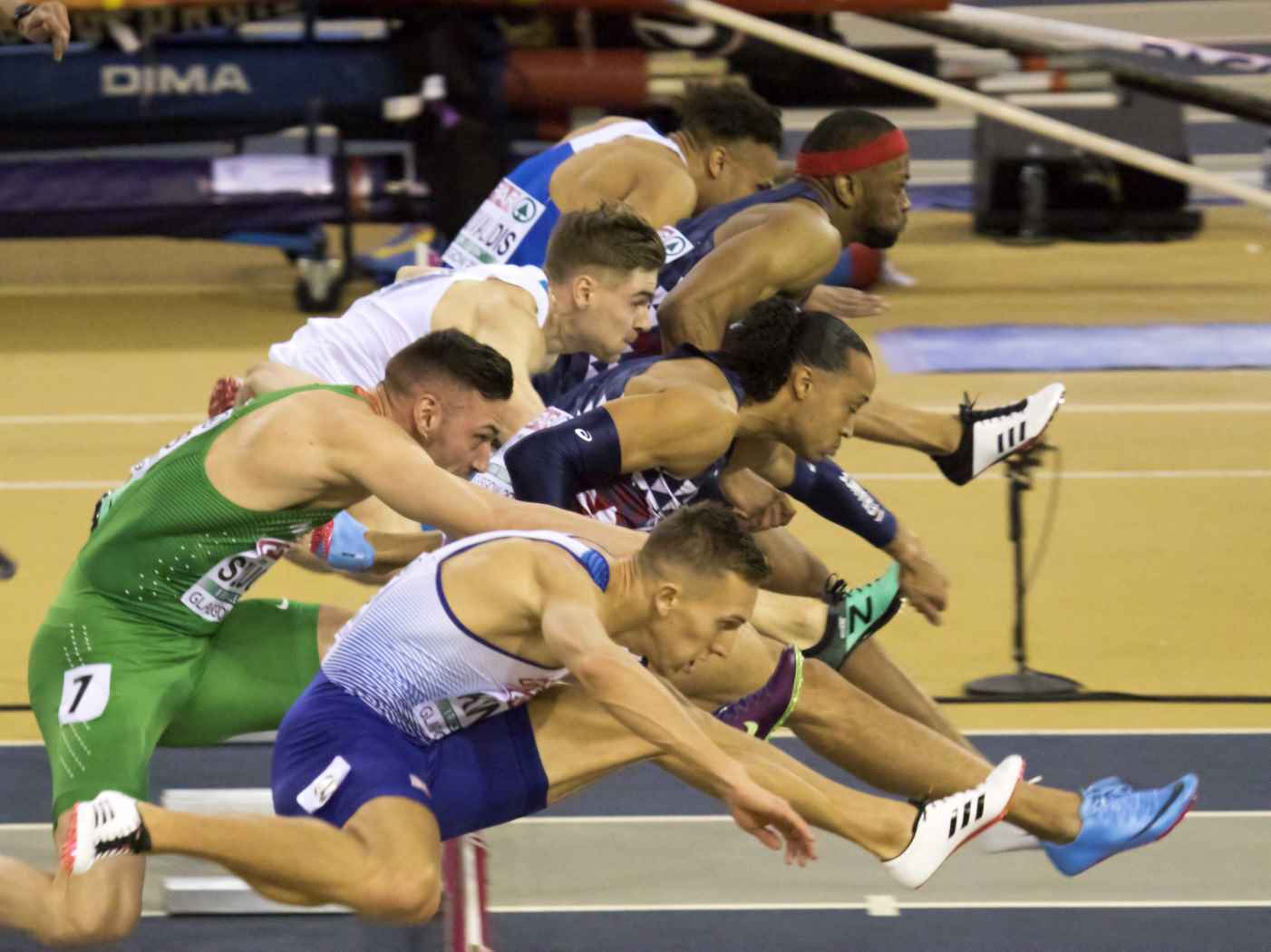
Semifinal 1

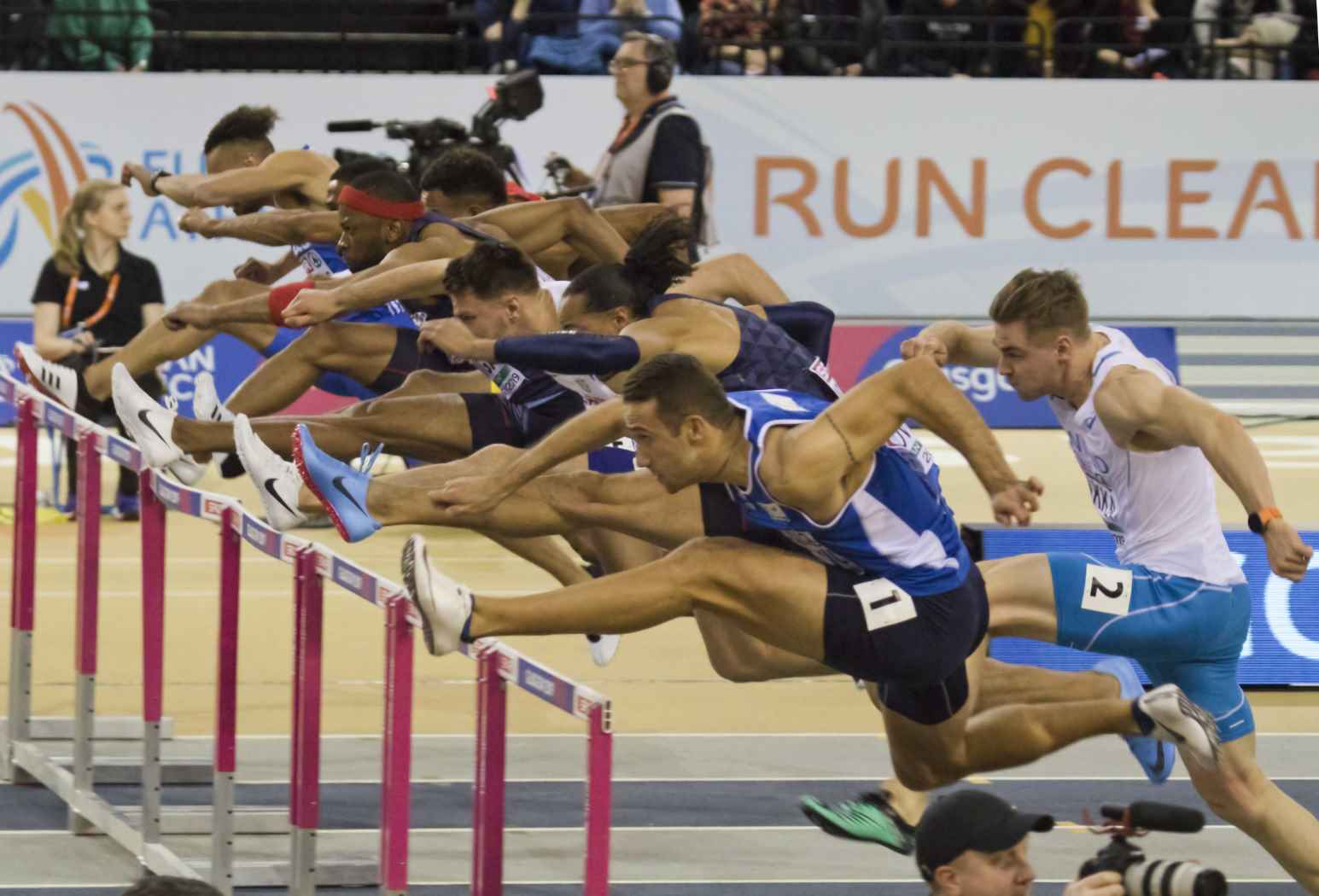
A final

| Posição | Bateria | Atleta                  | Nacionalidade | Tempo | Notas |
| ------- | ------- | ----------------------- | ------------- | ----- | ----- |
| 1       | 2       | Orlando Ortega          | Espanha       | 7.57  | Q     |
| 2       | 2       | Andy Pozzi              | Grã-Bretanha  | 7.61  | Q,    |
| 3       | 1       | Aurel Manga             | França        | 7.63  | Q     |
| 4       | 1       | Pascal Martinot-Lagarde | França        | 7.64  | Q     |
| 5       | 1       | Konstadinos Douvalidis  | Grécia        | 7.66  | Q,    |
| 6       | 2       | Wilhem Belocian         | França        | 7.66  | Q     |
| 7       | 2       | Milan Trajkovic         | Chipre        | 7.69  | q     |
| 8       | 1       | Elmo Lakka              | Finlândia     | 7.70  | q     |
| 9       | 2       | Lorenzo Perini          | Itália        | 7.70  |       |
| 10      | 1       | David King              | Grã-Bretanha  | 7.71  |       |
| 11      | 2       | Vitali Parakhonka       | Bielorrússia  | 7.72  |       |
| 12      | 1       | Valdó Szűcs             | Hungria       | 7.75  |       |
| 13      | 2       | Damian Czykier          | Polónia       | 7.77  |       |
| 14      | 1       | Enrique Llopis          | Espanha       | 7.87  |       |
| 15      | 1       | Anton Levin             | Suécia        | 7.93  |       |
| 16      | 2       | Andreas Martinsen       | Dinamarca     | 7.96  |       |

### Final
A final aconteceu às 18:10 no dia 3 de março de 2019. 
| Posição           | Raia | Atleta                  | Nacionalidade | Tempo | Notas                |
| ----------------- | ---- | ----------------------- | ------------- | ----- | -------------------- |
| Medalha de ouro   | 1    | Milan Trajkovic         | Chipre        | 7.60  |                      |
| Medalha de prata  | 3    | Pascal Martinot-Lagarde | França        | 7.61  |                      |
| Medalha de bronze | 5    | Aurel Manga             | França        | 7.63  |                      |
| 4                 | 6    | Orlando Ortega          | Espanha       | 7.64  |                      |
| 5                 | 8    | Konstadinos Douvalidis  | Grécia        | 7.65  | Recorde da temporada |
| 6                 | 4    | Andy Pozzi              | Grã-Bretanha  | 7.68  |                      |
| 7                 | 7    | Wilhem Belocian         | França        | 7.68  |                      |
| 8                 | 2    | Elmo Lakka              | Finlândia     | 7.74  |                      |

Legenda
| Recorde mundial       | Recorde mundial (World record)               |                       | Recorde africano                      | Recorde africano (African) |                                           | Q | Classificado por posição (Qualified) |
| Recorde do campeonato | Recorde do campeonato (Championship record)  | Recorde da América    | Recorde da América (Americas)         | q                          | Classificado por melhor tempo (Qualified) |   |                                      |
| Melhor marca do ano   | Melhor marca do ano (World leading)          | Recorde asiático      | Recorde asiático (Asian)              | DNS                        | Não largou (Did not start)                |   |                                      |
| Recorde nacional      | Recorde nacional (National record)           | Recorde europeu       | Recorde europeu (European)            | DNF                        | Não terminou (Did not finish)             |   |                                      |
| Recorde pessoal       | Recorde pessoal do atleta (Personal best)    | Recorde da Oceania    | Recorde da Oceania (Oceania)          | DSQ / DQ                   | Desclassificado (Disqualified)            |   |                                      |
| Recorde da temporada  | Recorde da temporada do atleta (Season best) | Recorde sul-americano | Recorde sul-americano (South America) | NM                         | Sem marca (No mark)                       |   |                                      |